# Municipio de Montrose (Dakota del Norte)
El municipio de Montrose (en inglés: Montrose Township) es un municipio ubicado en el condado de Cavalier en el estado estadounidense de Dakota del Norte. En el año 2010 tenía una población de 42 habitantes y una densidad poblacional de 0,46 personas por km².

## Geografía
El municipio de Montrose se encuentra ubicado en las coordenadas 48°34′47″N 97°59′14″O / 48.57972, -97.98722. Según la Oficina del Censo de los Estados Unidos, el municipio tiene una superficie total de 91.46 km², de la cual 91,33 km² corresponden a tierra firme y (0,14 %) 0,13 km² es agua.

## Demografía
Según el censo de 2010, había 42 personas residiendo en el municipio de Montrose. La densidad de población era de 0,46 hab./km². De los 42 habitantes, el municipio de Montrose estaba compuesto por el 100 % blancos. Del total de la población el 0 % eran hispanos o latinos de cualquier raza.